# Nielsville, Minnesota
Nielsville, Minnesota (енгл. Nielsville) град је у америчкој савезној држави Минесота.

## Демографија
По попису из 2010. године број становника је 90, што је 1 (-1,1%) становника мање него 2000. године.
| Група             | 2000.      | 2010.      |
| Белци             | 79 (86,8%) | 68 (75,6%) |
| Афроамериканци    | 0 (0,0%)   | 0 (0,0%)   |
| Азијати           | 0 (0,0%)   | 0 (0,0%)   |
| Хиспаноамериканци | 9 (9,9%)   | 21 (23,3%) |
| Укупно            | 91         | 90         |